# Ocreatus underwoodii
Ocreatus underwoodii е вид птица от семейство Колиброви (Trochilidae), единствен представител на род Ocreatus.

## Разпространение
Видът е разпространен в Боливия, Венецуела, Еквадор, Колумбия и Перу.